# Literatura islâmica

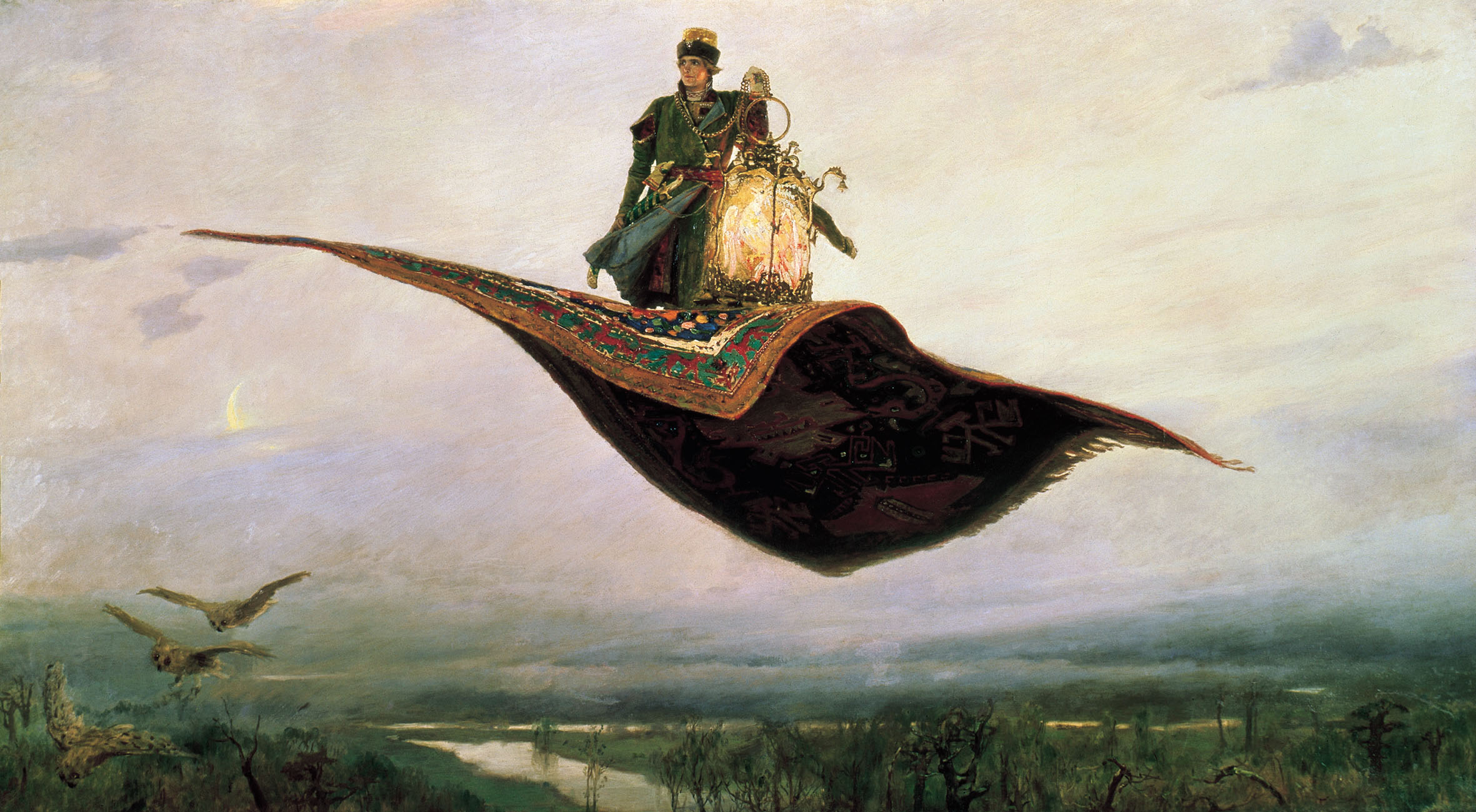
Um tapete mágico, que em contos islâmicos pode ser usado para o transporte de seus passageiros rapidamente ou instantaneamente para o seu destino

Literatura islâmica é a literatura escrita a partir de uma perspectiva islâmica, em qualquer idioma. Em árabe, o termo que define o conceito é adabe, apesar de atualmente denotar a literatura em geral, "em tempos anteriores, o seu significado incluía tudo o que uma pessoa bem informada tinha que saber para viver em uma sociedade culta e refinada. Esse significado ... começou com a ideia básica de que adabe era a qualidade de uma pessoa socialmente aceita, ética, moral, educada e cortês"; assim, adabe também pode indicar a categoria da lei Islâmica que lida com a etiqueta. Mais recentemente, estudos foram feitos sobre a romantização da literatura islâmica contemporânea. e pontos de confluência com temas políticos, tais como o nacionalismo.
A mais conhecida obra de ficção do mundo islâmico é As Mil e Uma Noites, uma compilação de muitos contos folclóricos definida em um narrativa moldura contada em série pela rainha persa Xerazade. A compilação tomou forma no século X e atingiu a seu formato final por volta do XIV; o número e o tipo de contos têm variado de um manuscrito para outro.